# Sisymbrieae
Sisymbrieae es una tribu de plantas pertenecientes a la familia Brassicaceae. El género tipo es Sisymbrium L.

## Géneros
Según GRIN
- Alaida F. Dvořák = Sisymbrium L.
- Dimitria Ravenna = Sisymbrium L.
- Dimorphostemon Kitag. =~ Sisymbrium L.
- Lycocarpus O. E. Schulz = Sisymbrium L.
- Pachypodium Webb & Berthel. = Sisymbrium L.
- Phlebiophragmus O. E. Schulz = Sisymbrium L.
- Schoenocrambe Greene = Sisymbrium L.
- Sisymbrium L.
- Velarum Rchb. =~ Sisymbrium L.

Según NCBI
- Lycocarpus
- Schoenocrambe
- Sisymbrium